# فرودگاه یملیانو
فرودگاه یِمِلیانُوُ (به انگلیسی: Yemelyanovo Airport)  یک فرودگاه همگانی مسافربری با کد یاتا KJA است که یک باند فرود بتن دارد و طول باند آن ۳۷۰۰ متر است. این فرودگاه در شهر کراسنویارسک کشور روسیه قرار دارد و در ارتفاع ۲۸۷ متری از سطح دریا واقع شده‌است.

## شرکت‌های هواپیمایی و مقصدهای پروازی

### مسافری
| شرکت‌های هواپیمایی                      | مقصدهای پروازی |
| -------------------------------------- | --- |
| آئروفلوت                               | شرمتیوو |
| آئروفلوت اجرا توسط آورورا              | خاباروفسک ناوی |
| آئروفلوت اجرا توسط روسیه ایرلاینز      | پالکوو، سوچی |
| ایر قرقیزستان                          | مناس، اوش |
| Alrosa Mirny Air Enterprise            | میرنی، پولیارنی |
| آنگارا ایرلاینز                        | کادالا، ایرکوتسک, میرنی, چولمان، Talakan، ولادی‌وستوک |
| اویا ترافیک کمپانی                     | مناس، اوش |
| Azur Air                               | چارتر فصلی: سووارنابومی، کام رانح، یو-تاپائو, پوکت |
| ایر آئرو                               | ایگناتیوا، ایرکوتسک، مانژولی ضیاجیاو، تولمچوا، اولان‌اوده فصلی: حیدر علی‌اف |
| KrasAvia                               | بایکیت، گورنو-آلتایسک، لنزک، تسنترالنی، تورا، واناوارا |
| نورداستار                              | بارنائول، بایکیت، پکن، ایگارکا، کیزیل، میرنی، دوموده‌دوو، نیژنوارتوفسک، الیکل، پودکامنایا تونگوسکا، سورو-انیسیسک، سوچی، سورگوت، Talakan، بوگاشف، تورا، توروخانسک، اولان‌اوده، واناوارا Seasonl charter: سانیا فونیکس |
| Pegas Fly                              | شرمتیوو چارتر فصلی: النفیضه حمامات، کرابی، پوکت، سوچی |
| پابیدا                                 | کولتسوو |
| رویال فلایت                            | چارتر فصلی: سووارنابومی، دابولیم، کام رانح، یو-تاپائو |
| RusLine                                | کولتسوو |
| اس۷ ایرلاینز                           | سووارنابومی، پکن، دوموده‌دوو، تولمچوا |
| اس۷ ایرلاینز اجرا توسط گلوبوس ایرلاینز | دوموده‌دوو |
| ساراتوف ایرلاینز                       | کادالا، اولان‌اوده, ولادی‌وستوک (آغاز از ۲۰ اوت ۲۰۱۷) فصلی: کورومچ |
| سامان ایر                              | دوشنبه، خجند |
| اورال ایرلاینز                         | هاربین تایپینگ، خجند، سیمفروپول |
| یوتی‌ایر اوییشن                         | ایرکوتسک، ونوکووا، تولمچوا، سورگوت، بوگاشف، رسچینو |
| ازبکستان ایرویز                        | تاشکند |
| یاکوتیا ایرلاینز                       | یاکوتسک |
| یامال ایرلاینز                         | دوموده‌دوو، تولمچوا، رسچینو, کولتسوو |

### باری
| شرکت‌های هواپیمایی       | مقصدهای پروازی                                                               |
| ----------------------- | ---------------------------------------------------------------------------- |
| AirBridgeCargo Airlines | اسخیپول آمستردام، هنگ کنگ، شانگهای پودنگ، شرمتیوو، اوهر شیکاگو، ژنگژو سین‌ژنگ |